# Détour (X-Files)
Pour les articles homonymes, voir Détour.
Détour (Detour) est le 4e épisode de la saison 5 de la série télévisée X-Files. Dans cet épisode, Mulder et Scully enquêtent sur des attaques d'un prédateur invisible dans une forêt de Floride.
Le tournage a été difficile en raison d'une pluie incessante et d'une durée inhabituellement longue pour la série. L'épisode a obtenu des critiques mitigées.

## Résumé
Dans le comté de Leon, en Floride, deux géomètres font des relevés dans la forêt nationale d'Apalachicola quand ils sont attaqués et tués par des créatures invisibles aux yeux rougeoyants. Plus tard, Michael Asekoff chasse dans la forêt avec son fils et disparaît à son tour. Mulder et Scully, qui se rendent à un séminaire du FBI avec les agents Kinsley et Stonecypher, sont arrêtés par un barrage de police. Mulder décide d'aller voir ce qui se passe et l'officier de police Michele Fazekas lui explique que trois personnes sont portées disparues. Voyant là l'occasion parfaite pour échapper au séminaire, Mulder décide de rester.
Dans la nuit, madame Asekoff et son fils sont attaqués chez eux par les créatures invisibles, qui s'enfuient lorsque Mulder intervient. Le lendemain, Mulder relève des empreintes qui semblent humaines mais dont la répartition du poids indique que les créatures marchent d'une façon animale. Plus tard, Mulder, Scully, Fazekas et Glaser, un technicien équipé d'un détecteur infrarouge, partent dans la forêt. Deux créatures sont repérées par Glaser et prennent des directions opposées, poussant le groupe à se séparer. Fazekas, puis Glaser, disparaissent et Mulder repère une créature humanoïde, qui se fond parfaitement dans son environnement forestier, avant d'être attaqué à son tour. Blessé, il est sauvé par l'intervention de Scully. Tous deux passent la nuit en forêt.
Le lendemain, Scully tombe dans un trou et découvre un repaire souterrain où les créatures entreposent leurs victimes et où Mulder la rejoint. Elle tire sur une créature et la tue, remarquant ses traits presque humains et sa peau semblable à de l'écorce. Mulder et Scully sont ensuite secourus par les agents Kinsley et Stonecypher, alors que Fazekas et Asekoff, encore vivants, sont sauvés. Ayant trouvé une inscription en latin dans la grotte, Mulder émet l'hypothèse que les créatures étaient à l'origine des conquistadors ayant trouvé la Fontaine de Jouvence avant d'évoluer dans leur nouvel environnement. La deuxième créature n'ayant pas été retrouvée, Mulder, inquiet pour Scully, part la rejoindre à l'hôtel mais la trouve saine et sauve en train de finir de faire ses valises. Ils quittent sa chambre, ignorant que la créature se trouvait sous le lit.

## Distribution
- David Duchovny : Fox Mulder
- Gillian Anderson : Dana Scully
- Colleen Flynn : Michele Fazekas
- J. C. Wendel : l'agent Carla Stonecypher
- Scott Burkholder : l'agent Michael Kinsley
- Merrilyn Gann : Madame Asekoff
- Anthony Rapp : Jeff Glaser
- Alf Humphreys : Michael Asekoff

## Production
Frank Spotnitz a l'idée d'écrire le scénario après avoir vu le film Délivrance (1972). Il associe l'idée d'être coincé dans un environnement hostile avec celle de quelque chose d'invisible dans la forêt. Vince Gilligan apporte sa contribution pour les scènes concernant le séminaire avec les autres agents. Spotnitz écrit une fin ouverte, expliquant à ce sujet que « c'est plus effrayant si le monstre est toujours là » à la fin de l'épisode.
Les scènes en forêt sont filmées dans la région de Lynn Valley, dans le district de North Vancouver mais le tournage prend du retard en raison d'une pluie constante alors que l'épisode doit être tourné en quasi-totalité en extérieur. L'emploi du temps des acteurs doit être modifié, et Kim Manners apporte son renfort pour diriger une deuxième équipe de tournage. Le tournage se termine dans un studio aménagé pour échapper à la pluie incessante, et l'épisode prend finalement 19 jours à être filmé, au lieu des huit jours habituels.
Les créatures de l'épisode présentent certaines ressemblances avec celle du film Predator (1987). Le superviseur des effets spéciaux Toby Lindala crée pour les créatures plusieurs costumes ayant l'aspect d'écorces d'arbres mais le rendu n'est pas jugé convaincant, et la production opte pour des effets spéciaux numériques. Laurie Kallsen-George a pour tâche de créer les yeux rougeoyants des créatures, et mêle numériquement pour cela plusieurs images de globes oculaires, dont ceux de son chien.

## Accueil

### Audiences
Lors de sa première diffusion aux États-Unis, l'épisode réalise un score de 13,2 sur l'échelle de Nielsen, avec 19 % de parts de marché, et est regardé par 22,80 millions de téléspectateurs.

### Accueil critique
L'épisode a recueilli des critiques globalement mitigées. Zack Handlen, du site The A.V. Club, lui donne la note de A. John Keegan, du site Critical Myth, lui donne la note de 7/10.
Paula Vitaris, de Cinefantastique, lui donne la note de 2/4. Le site Le Monde des Avengers lui donne la note de 2/4. Dans leur livre sur la série, Robert Shearman et Lars Pearson lui donnent la note de 2/5.
Les créatures de l'épisode sont régulièrement citées parmi les « monstres de la semaine » les plus marquants de la série. Katie King, du webzine Paste, les classe à la 10e place des meilleurs monstres de la série. Louis Peitzman, du site Buzzfeed, les classe à la 16e place des monstres les plus effrayants de la série. Pour le magazine TV Guide, ils comptent parmi les monstres les plus effrayants de la série.

## Commentaires
Dans la forêt, Scully chante un extrait d'elle descend de la montagne à cheval